# 布拉姆·范费尔德

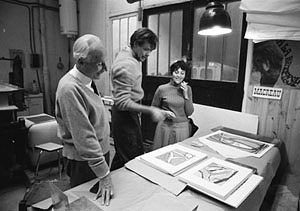
1969年，布拉姆·范費爾德(左)看着他的平版版画，由彼得·布拉姆森印刷;

布拉姆·范費爾德（荷蘭語：Bram van Velde，原名Abraham van Velde，1895年10月19日—1981年12月28日），荷蘭野獸派、抽象派畫家。

## 生平
生於荷蘭祖滕沃德-莱因代克（Zoetenwoude-Rijndijk）。1922年離開荷蘭，再沒有回去，其後在德國住了幾年。1922年畫作受到收藏家Eduard H. Kramers欣賞。Kramers一直贊助范費爾德在德國學習的費用。
不久後他展開旅行：
- 1924年：巴黎
- 1929年：科西嘉島
- 1932年：馬略卡島
- 1936年：回到巴黎

1937年，他遇到塞繆爾·貝克特，並成為好友。
40年代末，他和Braque、畢卡索和米羅舉行了畫展。1965年離開巴黎，往瑞士定居。1981年逝於法國Grimaud Haute Provence，享年86歲。
藝術史學家認為他將1950年代和60年代的美國抽象畫和COBRA畫家連系了起來。

## 繪畫風格
他的畫一般筆法較粗。
- 抽象畫：偏向使用光亮和暖色系的色彩，例如紅、黃和橙。常使用線條。筆觸有重疊。
- 靜物：主要畫水果和植物。顏色的使用更為理性，多採用有對比的色彩。
- 人物：偏向使用對比的色彩，較關注細部。

## 外部連結
- Spaightwood Galleries - Bram van Velde （页面存档备份，存于），生平介紹
- Bram van Velde (1895 - 1981)，畫作